# Pakistanische Cricket-Nationalmannschaft in Neuseeland in der Saison 2020/21
Die Tour der pakistanischen Cricket-Nationalmannschaft nach Neuseeland in der Saison 2020/21 fand vom 18. Dezember 2020 bis zum 6. Januar 2021 statt. Die internationale Cricket-Tour ist Bestandteil der Internationalen Cricket-Saison 2020/21 und umfasste zwei Tests und drei Twenty20s. Die Tests sind Teil der ICC World Test Championship 2019–2021. Neuseeland gewann die Test-Serie 2–0 und die Twenty20-Serie mit 2–1.

## Vorgeschichte
Neuseeland spielte zuvor eine Tour gegen die West Indies, Pakistan eine Tour gegen Simbabwe. Das letzte Aufeinandertreffen der beiden Mannschaften bei einer Tour fand in der Saison 2017/18 in den Vereinigten Arabischen Emiraten statt.

## Stadien
Die folgenden Stadien wurden für die Tour als Austragungsort vorgesehen.
| Stadion     | Stadt           | Kapazität | Spiele  |
| ----------- | --------------- | --------- | ------- |
| Eden Park   | Auckland        | 50.000    | 1. T20  |
| Hagley Oval | Christchurch    | 20.000    | 2. Test |
| Seddon Park | Hamilton        | 10.000    | 2. T20  |
| Bay Oval    | Mount Maunganui | 10.000    | 1. Test |
| McLean Park | Napier          | 22.500    | 3. T20  |

## Kaderlisten
Pakistan benannte seinen Twenty20-Kader am 6. Dezember 2020.
Neuseeland benannte seinen Twenty20-Kader am 12. Dezember 2020.
| Test | Test | Twenty20 | Twenty20 |
| Neuseeland | Pakistan | Neuseeland | Pakistan |
| --- | --- | --- | --- |
| - Kane Williamson (K) - Tom Blundell - Trent Boult - Matt Henry - Kyle Jamieson - Tom Latham - Daryl Mitchell - Henry Nicholls - Mitchell Santner - Tim Southee - Ross Taylor - Neil Wagner - BJ Watling (wk) - Will Young | - Mohammad Rizwan (K, wk) - Abid Ali - Azhar Ali - Babar Azam - Faheem Ashraf - Fawad Alam - Haris Sohail - Imam-ul-Haq - Imran Butt - Mohammad Abbas - Naseem Shah - Sarfaraz Ahmed (wk) - Shadab Khan - Shaheen Afridi - Shan Masood - Sohail Khan - Yasir Shah - Zafar Gohar | - Kane Williamson (K) - Todd Astle - Doug Bracewell - Trent Boult - Mark Chapman - Devon Conway - Jacob Duffy - Martin Guptill - Kyle Jamieson - Scott Kuggeleijn - Daryl Mitchell - James Neesham - Glenn Phillips - Mitchell Santner - Tim Seifert (wk) - Ish Sodhi - Tim Southee - Blair Tickner | - Shadab Khan (K) - Abdullah Shafique - Babar Azam - Faheem Ashraf - Haider Ali - Haris Rauf - Hussain Talat - Iftikhar Ahmed - Imad Wasim - Khushdil Shah - Mohammad Hafeez - Mohammad Hasnain - Mohammad Rizwan (wk) - Sarfaraz Ahmed (wk) - Shaheen Afridi - Usman Qadir - Wahab Riaz |

## Tour Matches
| 17. – 20. Dezember Scorecard | Whangārei | Pakistan Shaheens 194 (73) & 329 (96.3) | – | New Zealand A 226 (82.5) & 208 (64) |
|                              |           | Pakistan Shaheens gewann mit 89 Runs    |   |                                     |

| 23. Dezember Scorecard | Whangārei | New Zealand XI | – | Pakistan A |
|                        |           | Spiel abgesagt |   |            |

| 27. Dezember Scorecard | Hamilton | Northern Knights 203-2 (20)          | – | Pakistan A 182-9 (20) |
|                        |          | Northern Knights gewinnt mit 21 Runs |   |                       |

| 29. Dezember Scorecard | Wellington | Pakistan A 91 (17.4)                       | – | Wellington Firebirds 97-1 (9.5) |
|                        |            | Wellington Firebirds gewinnt mit 9 Wickets |   |                                 |

| 1. Januar Scorecard | Lincoln | Canterbury Kings 169-5 (20)             | – | Pakistan Shaheens 170-3 (18.1) |
|                     |         | Pakistan Shaheens gewinnt mit 7 Wickets |   |                                |

| 3. Januar Scorecard | Lincoln | Pakistan Shaheens 231-5 (20)           | – | New Zealand XI 130 (18.1) |
|                     |         | Pakistan Shaheens gewinnt mit 101 Runs |   |                           |

| 5. Januar Scorecard | Lincoln | New Zealand XI 181-5 (20)          | – | Pakistan Shaheens 161 (20) |
|                     |         | New Zealand XI gewinnt mit 20 Runs |   |                            |

## Twenty20 Internationals

### Erstes Twenty20 in Auckland
| 18. Dezember Scorecard | Auckland | Pakistan 153-9 (20)              | – | Neuseeland 156-5 (18.5) |
|                        |          | Neuseeland gewinnt mit 5 Wickets |   |                         |

Pakistan gewann den Münzwurf und entschied sich als Schlagmannschaft zu beginnen. Pakistan hatte zunächst einen schweren Start. Zwar konnten Mohammad Rizwan und später auch Khushdil Shah 17 bzw. 16 Runs erzielen, jedoch war beim Ausscheiden letzterem im 9. Over sein Team bei einem Stand von 39/5. Erst Kapitän Shadab Khan konnte das Innings stabilisieren, als er 42 Runs erzielte und von Imad Wasim mit 19 Runs teilweise begleitet wurde. Ihm folgte Faheem Shraf der 31 Runs erreichen konnte und die verbliebenen Batsman konnten Pakistan zu 153/9 nach 20 Overn führen. Beste Bowler für Neuseeland waren Jacob Duffy mit 4 Wickets für 33 Runs und Scott Kuggeleijn mit 3 Wickets für 27 Runs. Für Neuseeland konnte sich Eröffnungs-Schlagmann Tim Seifert etablieren und fand, nachdem zwei Batsman früh ausschieden mit Glenn Phillips einen Partner die zusammen 44 Runs erzielten. Phillips schied nach 23 Runs aus und wurde durch Mark Chapman abgelöst. Dieser konnte mit Seifert eine Partnerschaft über 45 Runs erzielen, bevor Seifert mit einem Half-Century über 57 Runs ausschied. Chapman erzielte bis zum 17. Over 34 Runs und die verbliebenen Batsman konnten die Vorgabe im vorletzten Over erreichen. Bester Bowler für Pakistan war Haris Rauf mit 3 Wickets für 29 Runs. Als Spieler des Spiels wurde Jacob Duffy ausgezeichnet.

### Zweites Twenty20 in Hamilton
| 20. Dezember Scorecard | Hamilton | Pakistan 163-6 (20)              | – | Neuseeland 164-1 (19.2) |
|                        |          | Neuseeland gewinnt mit 9 Wickets |   |                         |

Pakistan gewann den Münzwurf und entschied sich als Schlagmannschaft zu beginnen. Pakistan verlor in den ersten beiden Overn zwei Batsman, bevor Eröffnungs-Schlagmann Mohammad Rizwan mit Mohammad Hafeez zusammenfand. Rizwar schied nach 22 Runs aus, während Hafeez sich bis zum Ende des Innings halten konnte und insgesamt 99* Runs erzielte, während die verbliebenen Batsman nur einen kleinen Anteil beisteuerten. Somit kam Pakistan auf 163 Runs. Bester neuseeländischer Bowler war Tim Southee mit 4 Wickets für 21 Runs. Für Neuseeland konnten die Eröffnungs-Batsmen Martin Guptill und Tim Seifert einen guten Start hinlegen. Guptill schied nach 21 Runs im 4. Over aus, und sowohl Seifert als auch der neu hineinkommende Kapitän Kane Williamson konnten durch Pakistan nicht bezwungen werden. Beide erzielten ein Half-Century, Seifert mit 84* Runs und Williamson mit 57* Runs und konnten die Vorgabe vier Bälle vor Schluss einholen. Einziges Wicket der Pakistaner erzielte Faheem Ashraf. Als Spieler des Spiels wurde Tim Southee ausgezeichnet.

### Drittes Twenty20 in Napier
| 22. Dezember Scorecard | Napier | Neuseeland 173-7 (20)          | – | Pakistan 177-6 (19.4) |
|                        |        | Pakistan gewinnt mit 4 Wickets |   |                       |

Pakistan gewann den Münzwurf und entschied sich als Feldmannschaft zu beginnen. Die Eröffnungs-Schlagmänner Neuseelands Martin Guptill (19 Runs) und Tim Seifert (35 Runs) führten das Team zu 47/2 nach den ersten 6 Overn. Ihnen folgten Devon Conway und Glenn Phillips, die zusammen ein Partnership über 51 Runs erzielten. Nachdem Phillips im 15. Over nach 31 Runs ausschied, wurde Conway mit 14 Runs von Scott Kuggeleijn begleitet, bevor er selbst im letzten Over nach 3 Runs ausschied. Dies führte Neuseeland zu einem Stand von 173/7 nach dem Ende des Innings. Bester Bowler für Pakistan war Faheem Ashraf mit 3 Wickets für 20 Runs. Für Pakistan konnte sich Eröffnungs-Schlagmann Mohammad Rizwan etablieren und wurde für lange Zeit von Mohammad Hafeez mit 41 Runs begleitet. Rizwan hielt sich bis ins letzte Over und konnte 89 Runs in 59 Bällen erzielen. So konnte Pakistan zwei Bälle vor Schluss die Vorgabe Neuseelands erreichen. Als Spieler des Spiels wurde Mohammad Rizwan ausgezeichnet.

## Tests

### Erster Test in Mount Maunganui
| 26. – 30. Dezember Scorecard | Mount Maunganui | Neuseeland 431 (155) & 180-5d (45.3) | – | Pakistan 239 (102.2) & 271 (123.3) |
|                              |                 | Neuseeland gewinnt mit 101 Runs      |   |                                    |

Pakistan gewann den Münzwurf und entschied sich als Feldmannschaft zu beginnen. Als Spieler des Spiels wurde Kane Williamson ausgezeichnet.

### Zweiter Test in Christchurch
| 3. – 6. Januar Scorecard | Christchurch | Pakistan 297 (83.5) & 186 (81.4)                  | – | Neuseeland 659-6d (158.5) |
|                          |              | Neuseeland gewinnt mit einem Innings und 176 Runs |   |                           |

Neuseeland gewann den Münzwurf und entschied sich als Feldmannschaft zu beginnen. Als Spieler des Spiels wurde Kyle Jamieson ausgezeichnet.

## Statistiken
Die folgenden Cricketstatistiken wurden bei dieser Tour erzielt.

### Twenty20s
| Twenty20         | Twenty20   | Twenty20 | Twenty20 | Twenty20 | Twenty20 | Twenty20 | Twenty20 | Twenty20 |
| Batting          | Batting    | Batting  | Batting  | Batting  | Batting  | Batting  | Batting  | Batting  |
| Spieler          | Mannschaft | Spiele   | Innings  | Runs     | Average  | HS       | 100s     | 50s      |
| ---------------- | ---------- | -------- | -------- | -------- | -------- | -------- | -------- | -------- |
| Tim Seifert      | Neuseeland | 3        | 3        | 176      | 88,00    | 84*      | 0        | 2        |
| Mohammad Hafeez  | Pakistan   | 3        | 3        | 140      | 70,00    | 99*      | 0        | 1        |
| Mohammad Rizwan  | Pakistan   | 3        | 3        | 128      | 42,66    | 89       | 0        | 1        |
| Devon Conway     | Neuseeland | 3        | 2        | 68       | 34,00    | 63       | 0        | 1        |
| Kane Williamson  | Neuseeland | 2        | 2        | 58       | 58,00    | 57*      | 0        | 1        |
| Bowling          |            |          |          |          |          |          |          |          |
| Spieler          | Mannschaft | Spiele   | Overs    | Wickets  | Average  | BBI      | 5W       | 10W      |
| Tim Southee      | Neuseeland | 2        | 8.0      | 6        | 7,66     | 4/21     | 0        | 0        |
| Scott Kuggeleijn | Neuseeland | 3        | 11.0     | 5        | 20,00    | 3/27     | 0        | 0        |
| Haris Rauf       | Pakistan   | 3        | 12.0     | 5        | 22,40    | 3/29     | 0        | 0        |
| Jacob Duffy      | Neuseeland | 1        | 4.0      | 4        | 8,25     | 4/33     | 0        | 0        |
| Faheem Ashraf    | Pakistan   | 3        | 10.2     | 4        | 14,25    | 3/20     | 0        | 0        |
| Shaheen Afridi   | Pakistan   | 3        | 12.0     | 4        | 27,00    | 2/27     | 0        | 0        |

## Auszeichnungen

### Player of the Series
Als Player of the Series wurden der folgende Spieler ausgezeichnet.
| Serie    | Player of the Series |
| -------- | -------------------- |
| Test     | Kane Williamson      |
| Twenty20 | Tim Seifert          |

### Player of the Match
Als Player of the Match wurden die folgenden Spieler ausgezeichnet.
| Spiel       | Player of the Match |
| ----------- | ------------------- |
| 1. Test     | Kane Williamson     |
| 2. Test     | Kyle Jamieson       |
| 1. Twenty20 | Jacob Duffy         |
| 2. Twenty20 | Tim Southee         |
| 3. Twenty20 | Mohammad Rizwan     |